# Il sole spunta domani
Il sole spunta domani (Our Vines Have Tender Grapes) è un film del 1945 diretto da Roy Rowland.
È un film drammatico statunitense con Edward G. Robinson, Margaret O'Brien e James Craig incentrato sulle vicende di una piccola comunità di norvegesi-americani in una cittadina agricola dei Wisconsin. È basato sul romanzo del 1940  For Our Vines Have Tender Grapes di George Victor Martin. Il titolo originale deriva da un verso del Cantico dei cantici: Take us the foxes, the little foxes that spoil the vines; For our vines have tender grapes.

## Produzione
Il film, diretto da Roy Rowland su una sceneggiatura di Dalton Trumbo e un soggetto di George Victor Martin (autore del romanzo), fu prodotto da Robert Sisk per la Metro-Goldwyn-Mayer e girato nei Metro-Goldwyn-Mayer Studios a Culver City e nel Rowland V. Lee Ranch, nel Canoga Park, Los Angeles, California, dal 16 ottobre 1944 al 27 dicembre 1944.
La moglie dell'autore del romanzo da cui fu tratto il soggetto del film, Selma Martin, da lui separatasi, e un venditore di Tacoma, Arnold Hansen, fecero causa ai produttori perché parte della trama faceva riferimento alle loro vite private.

## Colonna sonora
- Entry of the Gladiators (1897) - scritta da Julius Fucík
- Beautiful Dreamer (1862) - musica di Stephen Foster
- Joy to the World (1719) - musica di George Frideric Handel, parole di Isaac Watts (1719), arrangiamento di Lowell Mason, cantata dai parrocchiani

## Distribuzione
Il film fu distribuito con il titolo Our Vines Have Tender Grapes negli Stati Uniti nel settembre del 1945 (première a New York il 6 settembre) al cinema dalla Metro-Goldwyn-Mayer.
Altre distribuzioni:
- in Svezia l'11 febbraio 1946 (När hjärtat talar)
- in Germania nel 1947 (Frühling des Lebens)
- in Portogallo il 28 gennaio 1947 (Ternura)
- in Finlandia il 19 settembre 1947 (Kun sato kypsyy)
- in Austria il 3 ottobre 1947 (Frühling des Lebens)
- in Danimarca il 6 settembre 1948 (Min lille jente)
- in Italia (Il sole spunta domani)
- in Ungheria (A tőkéink zsenge szőlőt hoznak)
- in Spagna (El sol sale mañana)
- in Brasile (O Roseiral da Vida)

## Critica
Secondo il Morandini è un film "di buoni sentimenti con E.G. Robinson baffuto e fuori parte". Una nota a favore sarebbe rappresentata dall'ambientazione rurale. Secondo Leonard Maltin il film rappresenta una "eccellente panoramica della vita americana".

## Altri media
Il film fu riadattato come episodio della serie radiofonica antologica Lux Radio Theatre trasmesso il 2 settembre 1946 con protagonisti ancora Margaret O'Brien e Frances Gifford.